# Alsóújfalu
Alsóújfalu település Romániában, Máramaros megye nyugati részén, Nagybányától délre.

## Története
A  magas domboldalra épült kisközség mindenkor Nagybánya város tulajdona volt, s hozzá tartozott még az 1800-as évek elején is. Nagybánya a település lakosságának, s erdős határának a bányák művelésénél vette hasznát.
Borovszky Samu a 20. század elején írta a településről: "oláh község, 157 házzal; 9 magyar és 664 oláh lakossal, kik mind görögkatolikusok. Határa 775 k.hold…Távírója, postája és vasúti állomása Nagybányán van".

## Nevezetességek
- Görögkatolikus temploma 1864-ben épült.